# Sheriffen (film)

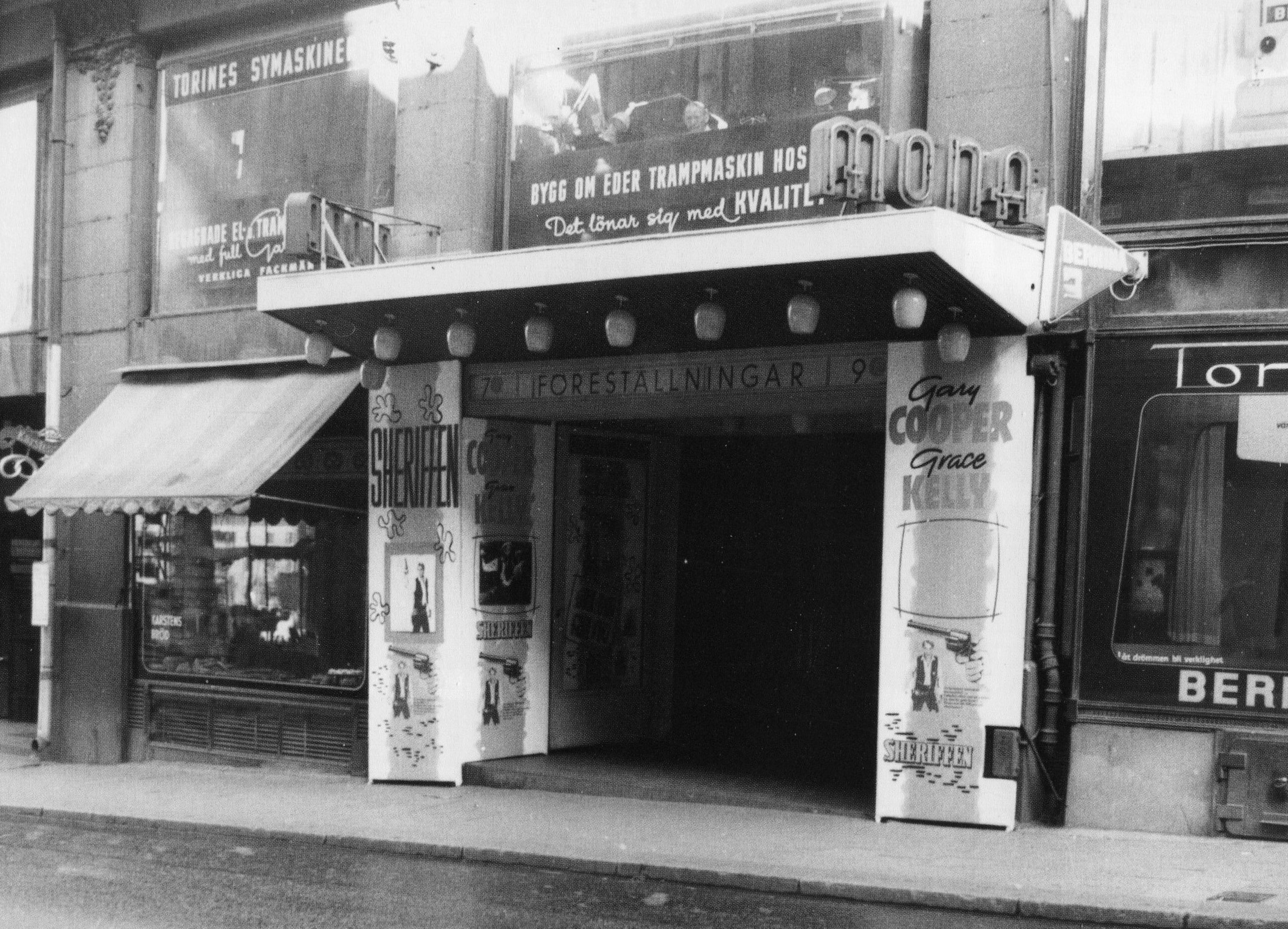
Sheriffen ges på biografen Mona 1952.

Sheriffen (originaltitel: High Noon) är en amerikansk westernfilm från 1952 i regi av Fred Zinnemann, med Gary Cooper i huvudrollen. 

## Handling
På sin bröllopsdag får sheriffen Will Kane (Gary Cooper) reda på att den morddömde brottslingen Frank Miller (Ian MacDonald) har blivit frisläppt från fängelset, och är på väg med 12-tåget. Nu när Miller är frisläppt, tänker han hämnas på Kane, eftersom det var han som satte Miller bakom galler. Eftersom ingen i staden vill hjälpa Kane att möta Miller och hans tre kumpaner Jack Colby (Lee Van Cleef), Jim Pierce (Robert J. Wilke) och Ben Miller (Sheb Wooley), måste Kane själv möta den farliga kvartetten i en duell.

## Rollista
- Gary Cooper – Will Kane, sheriff
- Thomas Mitchell – Jonas Henderson, borgmästare
- Lloyd Bridges – Harvey Pell, vicesheriff
- Katy Jurado – Helen Ramírez
- Grace Kelly – Amy Fowler Kane
- Otto Kruger – Percy Mettrick, domare
- Lon Chaney, Jr. (krediterad Lon Chaney) – Martin Howe, tidigare sheriff
- Ian MacDonald – Frank Miller
- Eve McVeagh – Mildred Fuller
- Harry Morgan (krediterad Henry Morgan) – Sam Fuller
- Morgan Farley – Dr. Mahin, präst
- Harry Shannon – Cooper
- Lee Van Cleef – Jack Colby
- Robert J. Wilke – Jim Pierce
- Sheb Wooley – Ben Miller

## Produktion, mottagande, distribution och likheter
Gary Cooper fick för sin roll i filmen motta en Oscar för bästa manliga huvudroll.
Sheriffen har visats i SVT, bland annat i mars 2021.
Outland är en science fiction-film från 1981, som bär stora likheter med Sheriffen.